# Wera Tubandt

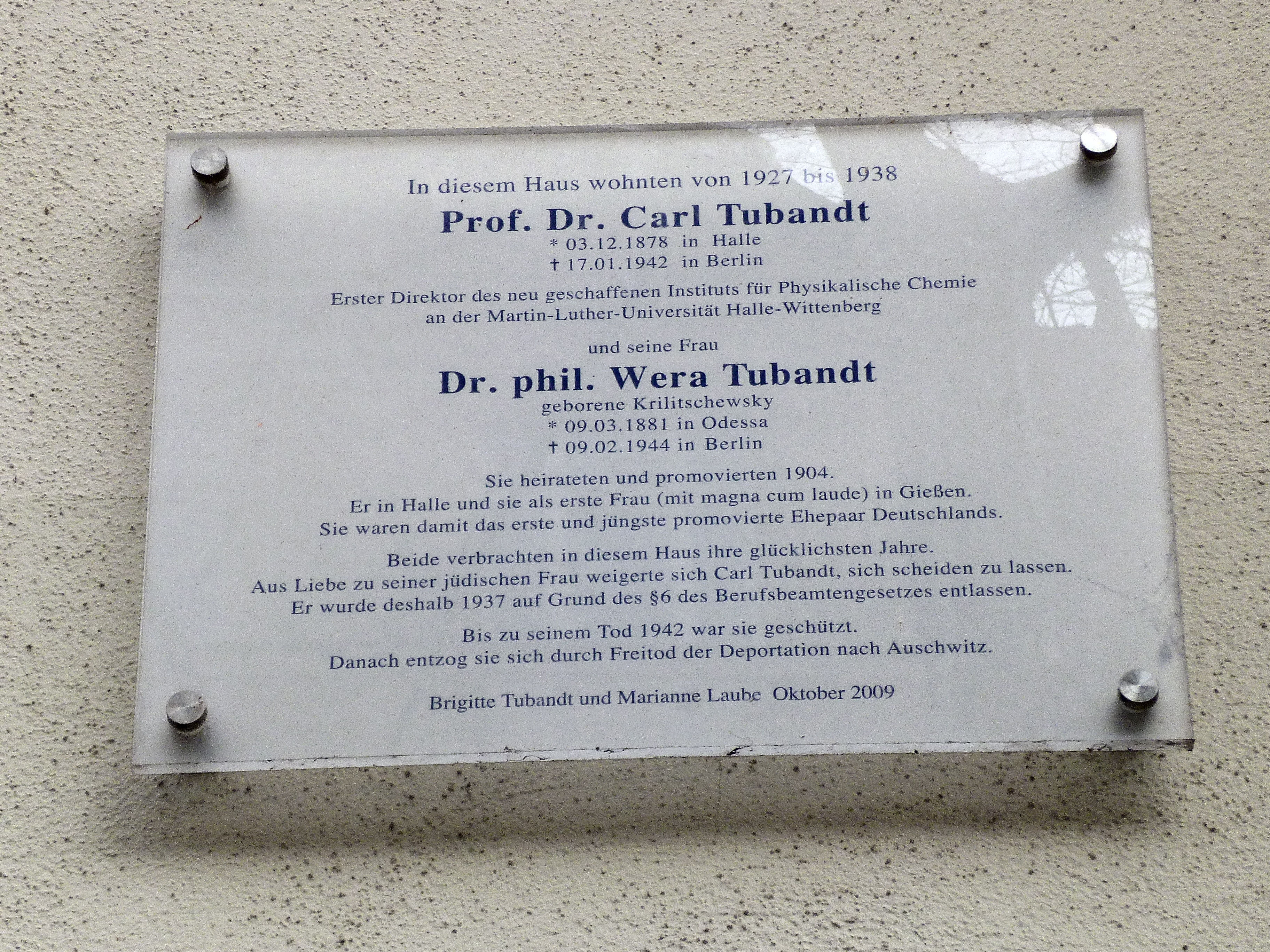
Gedenktafel für das Ehepaar Tubandt an ihrem früheren Wohnhaus, jetzt Carl-von-Ossietzky-Straße, Halle/Saale

Wera Tubandt (* 25. Februarjul. / 9. März 1881greg. in Odessa als Wera Krilitschewsky; † 9. Februar 1944 in Berlin) war eine deutsche Chemikerin jüdisch-russischer Herkunft und die erste Frau, die an einer hessischen Universität promoviert wurde.

## Leben
Wera Krilitschewsky kam als Tochter des jüdischen Kaufmanns Abraham Krilitschewsky und dessen Frau Fanny geb. Lewin zur Welt. Ihre wohlhabenden Eltern ermöglichten ihr eine für diese Zeit außergewöhnliche akademische Ausbildung. Noch in ihrer Heimatstadt legte sie das Lehrerinnen-Examen ab und schrieb sich anschließend für das Wintersemester 1899/1900 an der Universität Halle-Wittenberg zum Chemiestudium ein. Hier lernte sie auch ihren späteren Ehemann Carl Tubandt kennen. Im Februar 1902 legte sie das chemische Verbandsexamen ab. Da eine Promotion zu dieser Zeit in Halle noch ausschließlich Männern vorbehalten war, wechselte sie zum Wintersemester 1902/03 an die Universität Gießen. Dort wurde sie als akademische Schülerin von Karl Elbs mit einer Arbeit Zur Kenntnis des Cersulfat-Akkumulators promoviert.
1904 ließ sie sich christlich taufen und heiratete am 3. September Carl Tubandt. Am 8. Dezember 1904 wurde ihr in Gießen die Doktorwürde verliehen und ihre Arbeit mit magna cum laude ausgezeichnet. Sie war damit die erste Frau, die in Hessen auf regulärem Weg den Doktorgrad erwarb. Zwar hatten bereits im 19. Jahrhundert Charlotte von Siebold und Therese Frei in Gießen den Doktorgrad erworben, erste jedoch ehrenhalber und letztere aufgrund ihres Fakultätszeugnisses.
Carl Tubandt wurde ebenfalls 1904 promoviert und erhielt 1912 einen Professorentitel in Chemie. Da das Ehepaar 1905 und 1907 zwei Töchter bekam, gab Wera Tubandt ihre akademische Laufbahn auf und widmete sich der Familie.
Wera Tubandts jüdische Abstammung führte dazu, dass ihr Mann 1937 auf Grundlage von § 6 des Gesetzes zur Wiederherstellung des Berufsbeamtentums von der Universität Halle entlassen wurde. Das Ehepaar zog daraufhin zu den mittlerweile in Berlin-Zehlendorf lebenden Töchtern. Dort erkrankte Carl Tubandt und starb am 17. Januar 1942. Wera Tubandt hatte damit keinen rechtlichen Schutz mehr und sollte in ein Konzentrationslager deportiert werden. Dem konnte sie sich zunächst entziehen, etwa durch Reisen und indem sie sich bei Freunden versteckte. Am 9. Februar 1944 nahm sie sich aber schließlich durch Einnahme von Gift selbst das Leben. Ihre beiden Töchter überlebten den Krieg.

## Gedenken

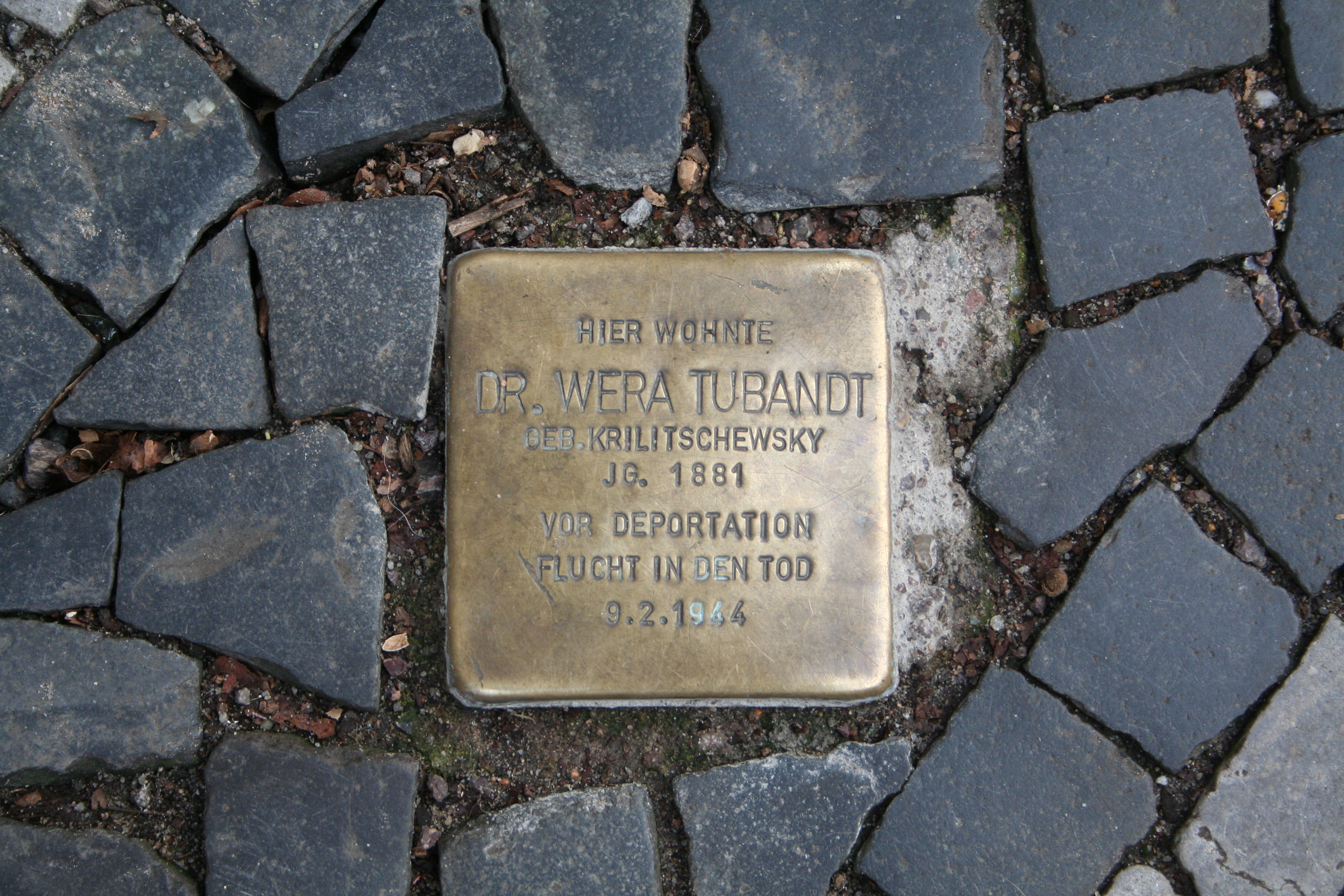
Stolperstein zum Gedenken an Wera Tubandt

Am 24. August 2009 wurde zum Gedenken an Wera Tubandt vor ihrem letzten Wohnort in Halle (Saale), der Carl-von-Ossietzky-Straße 16, ein Stolperstein verlegt.

## Schriften
- Zur Kenntnis des Cersulfat-Akkumulators (1904), Dissertation

## Film
- Marco Härtl, Simon Leimig: Gemeinsam gegen die Verfolgung – Das Schicksal von Wera und Carl Tubandt. 2010 (vimeo).